# كارنكا (إلينوي)
كارنكا (بالإنجليزية: Karnak)‏ هي منطقة سكنية تقع في الولايات المتحدة في إلينوي. يقدر عدد سكانها بـ 619 نسمة .

## التركيبة السكانية
حدّد مكتب تعداد الولايات المتحدة بيانات التركيبة السكانية لكارنكا في تعداد الولايات المتحدة. في ما يلي، التركيبة السكانية حسب تعدادي 2000 و2010.

### تعداد عام 2000
بلغ عدد سكان كارنكا 619 نسمة بحسب تعداد عام 2000، وبلغ عدد الأسر 263 أسرة وعدد العائلات 174 عائلة مقيمة في القرية. في حين سجلت الكثافة السكانية 132 نسمة لكل كيلومتر مربع (341.9/ميل2). وبلغ عدد الوحدات السكنية 293 وحدة بمتوسط كثافة قدره 62.5 لكل كيلومتر مربع (161.9/ميل2).
وتوزع التركيب العرقي للقرية بنسبة 93.70% من البيض و5.49% من الأمريكيين الأفارقة و0.16% من الأمريكيين ذوي الأصول الآسيوية و0.65% من الأعراق الأخرى و3.88% من الهسبانيون أو اللاتينيون من أي عرق.
بلغ عدد الأسر 263 أسرة كانت نسبة 30% منها لديها أطفال تحت سن الثامنة عشر تعيش معهم، وبلغت نسبة الأزواج القاطنين مع بعضهم البعض 49.8% من أصل المجموع الكلي للأسر، ونسبة 13.7% من الأسر كان لديها معيلات من الإناث دون وجود شريك،  بينما كانت نسبة 2.7% من الأسر لديها معيلون من الذكور دون وجود شريكة وكانت نسبة 33.8% من غير العائلات. تألفت نسبة 30% من أصل جميع الأسر من عدة أفراد يعيشون في نفس المنزل ونسبة 16.7% كانت تتألف من شخص يعيش بمفرده يبلغ من العمر 65 عاماً أو أكثر. وبلغ متوسط حجم الأسرة المعيشية 2.35، أما متوسط حجم العائلات فبلغ 2.90.
بلغ العمر الوسطي للسكان 37.7 عاماً. وكانت نسبة 25.7% من القاطنين تحت سن الثامنة عشر، وكانت نسبة 7.9% بين الثامنة عشر والرابعة والعشرين عاماً، ونسبة 25.2% كانت واقعةً في الفئة العمرية ما بين الخامسة والعشرين والرابعة والأربعين عاماً، ونسبة 19.7% كانت ما بين الخامسة والأربعين والرابعة والستين، ونسبة 21.5% كانت ضمن فئة الخامسة والستين عاماً فما فوق. يوجد لكل 100 أنثى 82.1 ذكر، ويوجد لكل 100 أنثى في الثامنة عشر من عمرها فما فوق 78.3 ذكر.
بلغ متوسط دخل الأسرة في القرية 28,125 دولارًا، أما متوسط دخل العائلة فبلغ 33,833 دولارًا. وكان متوسط دخل الذكور 35,625 دولارًا مقابل 16,635 دولارًا للإناث. وسجل دخل الفرد الخاص بالقرية 13,346 دولارًا. وكانت نسبة 16.2% من العائلات ونسبة 20% من السكان تحت خط الفقر، وكان من هؤلاء نسبة 27.4% تحت سن الثامنة عشر ونسبة 14.2% في الخامسة والستين من العمر وما فوق.

### تعداد عام 2010
بلغ عدد سكان كارنكا 499 نسمة بحسب تعداد عام 2010، وبلغ عدد الأسر 227 أسرة وعدد العائلات 127 عائلة مقيمة في القرية. في حين سجلت الكثافة السكانية 106.4 نسمة لكل كيلومتر مربع (275.6/ميل2). وبلغ عدد الوحدات السكنية 260 وحدة بمتوسط كثافة قدره 55.4 لكل كيلومتر مربع (143.5/ميل2).
وتوزع التركيب العرقي للقرية بنسبة 93.79% من البيض و4.21% من الأمريكيين الأفارقة و0.20% من الأمريكيين الأصليين و0.60% من الأعراق الأخرى و1.20% من عرقين مختلطين أو أكثر و2% من الهسبانيون أو اللاتينيون من أي عرق.
بلغ عدد الأسر 227 أسرة كانت نسبة 23.8% منها لديها أطفال تحت سن الثامنة عشر تعيش معهم، وبلغت نسبة الأزواج القاطنين مع بعضهم البعض 43.6% من أصل المجموع الكلي للأسر، ونسبة 10.1% من الأسر كان لديها معيلات من الإناث دون وجود شريك،  بينما كانت نسبة 2.2% من الأسر لديها معيلون من الذكور دون وجود شريكة وكانت نسبة 44.1% من غير العائلات. تألفت نسبة 41.4% من أصل جميع الأسر من عدة أفراد يعيشون في نفس المنزل ونسبة 19.8% كانت تتألف من شخص يعيش بمفرده يبلغ من العمر 65 عاماً أو أكثر. وبلغ متوسط حجم الأسرة المعيشية 2.13، أما متوسط حجم العائلات فبلغ 2.88.
بلغ العمر الوسطي للسكان 44.3 عاماً. وكانت نسبة 20.4% من القاطنين تحت سن الثامنة عشر، وكانت نسبة 9.8% بين الثامنة عشر والرابعة والعشرين عاماً، ونسبة 20.6% كانت واقعةً في الفئة العمرية ما بين الخامسة والعشرين والرابعة والأربعين عاماً، ونسبة 28.9% كانت ما بين الخامسة والأربعين والرابعة والستين، ونسبة 20.2% كانت ضمن فئة الخامسة والستين عاماً فما فوق. وتوزع التركيب الجنسي للسكان بنسبة 45.7% ذكور و54.3% إناث.